# Patrick Richard
Giordan Lee Watson (ur. 25 stycznia 1990 w Lafayette) – amerykański koszykarz, występujący na pozycjach rzucającego obrońcy lub niskiego skrzydłowego, posiadający także rumuńskie obywatelstwo, reprezentant Rumunii, obecnie zawodnik U BT Cluż-Napoka.
W 2012 reprezentował Detroit Pistons podczas rozgrywek letniej ligi NBA.

## Osiągnięcia
Stan na 31 października 2022, na podstawie, o ile nie zaznaczono inaczej.

### NCAA
- Mistrz sezonu regularnego konferencji Southland (2011)
- Wicemistrz turnieju konferencji Southland (2011, 2012)
- Koszykarz roku:
  - stanu Luizjana (2012 według Louisiana Sports Writers Association)
  - konferencji Southland (2012)[6]
- Wybrany do:
  - I składu:
    - All-Southland (2011, 2012)
    - turnieju All-Southland (2011, 2012)

  - III składu All-Southland (2010)
  - składu honorable mention NCAA (2012 przez Associated Press)
- Lider konferencji Southland w:
  - średniej:
    - punktów (2012 – 17,9)
    - rozegranych minut (2012 – 36,5)

  - liczbie:
    - punktów (2012 – 590)
    - oddanych rzutów z gry (2012 – 473)
    - rozegranych minut (2012 – 1204)

### Drużynowe
- Mistrz Rumunii (2021, 2022)
- Zdobywca:
  - Pucharu Rumunii (2020)
  - Superpucharu Rumunii (2021, 2022)
- Uczestnik międzynarodowych rozgrywek:
  - Ligi Mistrzów (2016/2017, 2021/2022 – TOP 8)
  - FIBA Europe Cup (2019/2020 – TOP 8)

### Indywidualne
(* – nagrody przyznane przez portal eurobasket.com)
- MVP:
  - Superpucharu Rumunii (2022)[7]
  - kolejki ligi rumuńskiej (12 – 2019/2020, 13 – 2020/2021)*
- Zaliczony do:
  - I składu:
    - ligi holenderskiej (2014)
    - zawodników*:
      - zagranicznych ligi:
        - holenderskiej (2014)
        - rumuńskiej (2020)

      - krajowych ligi rumuńskiej (2021, 2022)

  - II składu*:
    - ligi rumuńskiej (2021, 2022)
    - FIBA Europe Cup (2020)

  - honorabe mention ligi niemieckiej (2015)*
- Uczestnik meczu gwiazd ligi:
  - rumuńskiej (2015, 2022)
  - holenderskiej (2014)

### Reprezentacja
- Uczestnik europejskich prekwalifikacji do mistrzostw świata (2021)